# Diecezja Baker

Diecezja Baker (łac. Dioecesis Bakeriensis, ang. Diocese of Baker) jest diecezją Kościoła rzymskokatolickiego we wschodniej części stanu Oregon.
Terytorialnie obejmuje hrabstwa: Baker, Crook, Deschutes, Gilliam, Grant, Harney, Hood River, Jefferson, Klamath, Lake, Malheur, Morrow, Sherman, Umatilla, Union, Wallowa, Wasco i Wheeler.

## Historia
Diecezja została kanonicznie erygowana 19 czerwca 1903 przez papieża Leona XIII jako diecezja Baker City (nazwa zmieniona została 16 lutego 1952). Wyodrębniono ją z archidiecezji Oregon City (obecnie siedziba znajduje się w Portland). Pierwszym ordynariuszem został dotychczasowy kapłan archidiecezji Oregon City Charles Joseph O’Reilly. Katedra diecezjalna znajduje się w miasteczku Baker City, lecz władze diecezjalne i siedziba kurii zlokalizowane są w Bend (od 7 października 1985).

## Główne świątynie
- Katedra: Katedra św. Franciszka Salezego w Baker City

## Biskupi diecezjalni
- Charles Joseph O’Reilly (1903–1918)
- Joseph Francis McGrath (1918–1950)
- Francis Peter Leipzig (1950–1971)
- Thomas Joseph Connolly (1971–1999)
- Robert Vasa (1999–2011)
- Liam Cary (2012–2025)
- Thomas Hennen (nominat)